# それいけ!アンパンマン とべ! とべ! ちびごん
『それいけ!アンパンマン とべ! とべ! ちびごん』は、1991年7月20日公開の、映画『それいけ!アンパンマン』シリーズ通算第3作。同時上映作品は『それいけ！アンパンマン ドキンちゃんのドキドキカレンダー』。
全日本私立幼稚園連合会、社会福祉法人日本保育協会、社会福祉法人全国社会福祉協議会・全国保育協議会推薦作品。キャッチコピーは「えいが館でみーんなにあえるよ！」、「愛するお子さまへ、夏休みプレゼント」。

## 概要
脚本は島田満。島田は第23作『すくえ! ココリンと奇跡の星』の脚本を執筆するまでは、映画アンパンマンではこの作品だけ脚本を担当していた。ホラーマンが初登場した作品でもあり、作中ではドラゴン島にいて、ちびごんを励ますなど物語に深く関わってくる。
また、映画の尺は約40分で、映画アンパンマン作品の中では最も短い。
アンパンマンとばいきんまんのバトルに比重を置いた前作に原作者のやなせから苦言を呈された事への反省から暴走メカや恐ろしい敵キャラも登場しない展開になっており、ばいきんまんとの戦いはクライマックスまで持ち越されてアンパンマンに敗退する結果となる。

## あらすじ
弱虫なちびドラゴン・ちびごんは、ドラゴン島でホラーマンと一緒に空を飛ぶ練習をしていた。しかしなかなか上手く飛べず、海に落ちてしまう。
海を漂流している所をアンパンマンに助けられ、しばらくパン工場で暮らすことになったちびごん。みみせんせいの学校にも通い始め、カバオくんやウサ子、ピョン吉たちと友達になる。
しかし、ある晩に緑の玉がドラゴン島をメチャクチャにしているばいきんまんとドキンちゃん、それから逃げるホラーマンを映し出す。島とホラーマンを助ける為、ちびごんはアンパンマンと一緒にドラゴン島へと向かった。

## 登場キャラクター（キャスト）
詳細はアンパンマンの登場人物一覧を参照。

### レギュラーキャラクター
アンパンマン
声 - 戸田恵子
本作ではちびごんを助けるためにしょくぱんまんやカレーパンマンと共に「トリプルパンチ」をした。
ばいきんまん
声 - 中尾隆聖
本作では緑の玉を手に入れてちょうしにのり、バイキンの雨を降らせようとドキンちゃんと一緒にドラゴン島へやってくる。暴走メカやその他の敵がいなかったため、悪役っぷりが目立った。最終的にちびごんの落とした落雷によって敗退した。
ドキンちゃん
声 - 鶴ひろみ
前2作で見られなかったしょくぱんまんの虜になるシーンは本作からである。
ホラーマン
声 - 肝付兼太
本作品が初登場（TVシリーズには本作公開後のTV第159話A「アンパンマンとホラーマン」で初登場）。ドラゴン島でちびごんの飛ぶ練習を手伝っていた。弱気になるちびごんを叱咤激励し、「練習から逃げようとすればそれでは自分のためにならない」とたしなめる等、他の映画では見られない活躍をする。なお、まだ設定が確定していなかったのか、あまり敬語を使わない。
ジャムおじさん
声 - 増岡弘
緑の玉の伝説を知っている。
バタコさん
声 - 佐久間レイ
めいけんチーズ
声 - 山寺宏一
しょくぱんまん
声 - 島本須美
後半からカレーパンマンと一緒にアンパンマンを助けにやってくる。
カレーパンマン
声 - 柳沢三千代
後半からしょくぱんまんと一緒にアンパンマンを助けにやってくる。
みみせんせい
声 - 滝沢ロコ
服の色がTVシリーズと違う。
カバオくん
声 - 山寺宏一
服のデザインと色がTVシリーズと異なる。
ピョン吉（ピョンきち）
声 - 原えりこ
ウサ子（ウサこ）
声 - 中村ひろみ
ネコ美（ネコみ）
ブタお
声 - 島本須美
クマ太（クマた）
モン吉（モンきち）
ウサ夫（ウサお）
かびるんるん
声 - 佐久間レイ、柳沢三千代

### ゲストキャラクター
ちびごん
声 - 高山みなみ
性別 - 男
ドラゴン島に住む小さなドラゴンの子。ドラゴンだけあって力がとても強く、はしゃぐだけでパン工場が揺れるほど。ドラゴン島でホラーマンと共に飛ぶ練習をしていた。弱虫だったが、みんなに勇気付けられ、空を飛べるようになり、雨の守り神の立派なドラゴンになった。

### その他の登場キャラクター
あかりさん
声 - 原えりこ
オープニングアニメーションと本編に登場。
ばいきんまんとドキンちゃんが乗った潜水艦の潜望鏡を偶然見つけたが、何だったのかまでは分からなかった。アンパンマンとちびごんがドラゴン島に向かう道中で再び登場する。
らーめんてんし
らくがきこぞう
ポットちゃん
ちくりん
タータン
おむすびまん
こむすびまん
ポポル　　　　　　　　　　　
スグダスマン
ポン太
ハンバーガーキッド
はみがきまん
アンコラ
かみなりピカタン
オープニングアニメーションで登場。
どんぶりまんトリオ
てんどんまん
カツドンマン
かまめしどん
りんごちゃん
オープニングアニメーションと『手のひらを太陽に』が流れるパートで登場する。
ナマズマン
なま吉（なまきち）
ゴミラ
どじょうおじさん
ナキウサギ
ジャムおじさんが話していた緑の玉の物語のシーンで登場する。
ハニー
あかちゃんまん
SLマン
『手のひらを太陽に』が流れるパートで登場する。なお、この時が劇場版初登場である。
くじらのクータン
イルカのベソ
雲のもくちゃん（くものもくちゃん）
あくびどり
アンパンマンとちびごんがドラゴン島に向かう道中で登場する。

## 用語
ドラゴン島（ドラゴンじま）
雨の守り神・ドラゴンの島。活火山があり、ジャングルが広がっている。

### 乗り物と道具
飛行船アンパンマン号（ひこうせんアンパンマンごう）
緑の玉（みどりのたま）
ドラゴンを天へと導いてくれる美しい緑色の玉。だが火山の火口に落ちると火山が噴火して溶岩を噴き出す。

#### バイキンメカ
バイキンペンキロボ
口と両手からペンキを発射して、自然を汚すロボット。手はペンチ型から水鉄砲やグローブへと変形できる。平泳ぎで水中を進むこともできる。ちなみに、倒されていない。
モグリンガー2号（モグリンガー2ごう）
1号にペンチ型の両手を取り付けて改良をしたロボット。頭の上のドリルで地中を掘り進み、口から出す細長い舌と手を振り回して攻撃する。アンパンマンたちを苦しめるが、火山の火口に投げ飛ばされボロボロになったところにちびごんが起こした雷が当たりとどめを刺された。

## アンパンマン顔交換
あり
顔が欠けた。

## スタッフ
- 製作 - 加藤俊三
- 企画 - 武井英彦
- 原作 - やなせたかし「とべ!とべ!ちびごん」（フレーベル館刊）
- 脚本 - 島田満
- 音楽 - いずみたく
- 主題歌 - 三木たかし
- キャラクターデザイン - 山田みちしろ
- 作画監督 - 前田実
- 美術 - 横山幸博
- 撮影 - 斎藤秋男
- 音響監督 - 山田悦司
- 音楽監督 - 鈴木清司
- 編集 - 鶴渕和子
- 助監督 - 川越淳
- プロデューサー - 柳内一彦、伊藤響
- 監督 - 永丘昭典
- 原画 - 本多敏行、鈴木信一、大久保修、若山佳治、山本勝也、宗崎暢芳、徳田幸子、原田峰文、松本文男、南伸一郎、伊東誠、星野絵美、笠原彰、菖蒲隆彦、大道政博、梶原賢二、阿部航、増田清美
- 音響効果 - 糸川幸良
- 製作 - 日本テレビ、松竹富士、東京ムービー新社、フレーベル館、バップ

## 楽曲
オープニング『アンパンマンのマーチ』
エンディング『勇気りんりん』
作詞：やなせたかし、作曲：三木たかし、歌：ドリーミング
前2作と異なり、この作品以降はテレビサイズのエンディングとなっている（未使用となった第25作を除く）。
本作のオープニングタイトルはTV版とほぼ同じタイミングで表示された。以後は第6作『リリカル☆マジカル まほうの学校』と第7作『ゆうれい船をやっつけろ!!』のみ。
挿入歌
『いくぞ!ばいきんまん』
作詞：やなせたかし、作曲：いずみたく、編曲：近藤浩章、歌：中尾隆聖
本作では1番と2番が使用。
『とべ!とべ!ちびごん』『手のひらを太陽に』
作詞：やなせたかし、作曲：いずみたく、編曲：近藤浩章、歌：ドリーミング
『ドキンドキンドキンちゃん』
作詞：やなせたかし、作曲：いずみたく、編曲：近藤浩章
イントロとアウトロのみ使用。

## それいけ!アンパンマン ドキンちゃんのドキドキカレンダー
『それいけ!アンパンマン とべ! とべ! ちびごん』の同時上映作品。ただ、尺数は50分と本編より長くなっており、同時上映作品最長。

### 概要
アンパンマンやばいきんまん達が登場した初めての同時上映。アンパンマンの敵キャラが主役という数少ない作品で、ドキンちゃんとばいきんまんが今まで放送された『それいけ!アンパンマン』TVシリーズのエピソードを振り返る総集編あるいは名場面集的な内容となっている。映像に二人のコメントが入ったり、各キャラクターやばいきんまんの作ってきたバイキンメカなども紹介している。なおレギュラー以外の登場キャラクターの声はテレビアニメのものと異なっていたり、セリフが変わったりしている。

### あらすじ
大きなステージの上にドキンちゃんが歌って踊って華やかに登場。いよいよ彼女が司会のバラエティーショーが始まる…と思いきや、そこへばいきんまんも加わってきた。2人はカレンダーをめくりながら、季節ごとにこれまでのエピソードを振り返っていく。

### 登場キャラクター（キャスト）

#### レギュラーキャラクター
ドキンちゃん
声 - 鶴ひろみ
本作の主役。各月のパートに入る前に、『カレンなカレンダーガール』の曲に合わせて月毎に因んだコスチュームに着替えるシーンがある。他にもご飯を食べ過ぎて太ってぶたまんまんに変身する。物語のラストでは『アンパンマン音頭'89』にイラついたばいきんまんによってステージを台無しにされたことで泣き出すが、しょくぱんまんやアンパンマン達に祝福されたことでステージとしては成功を収める。
ばいきんまん
声 - 中尾隆聖
バイキンUFOを使ってカレンダーをめくっていく。ラストを飾る7月のエピソードはご自身で『アンパンマン音頭'89』の替え歌を披露するが、結局はオリジナルのものにガッカリし、カレンダーのモニターを破壊してしまう。その後は祝福にやって来たアンパンマンや仲間達と共に『アンパンマンたいそう』を踊るが、最後までアンパンマン達を謙遜していた。
アンパンマン
声 - 戸田恵子
全体としての出番は少ないが、物語のラストでは仲間達と共にステージに現れ、ドキンちゃんとばいきんまんを祝福にやって来る。
本作はキャストクレジットにおいても名実ともにドキンちゃんが主演であり、トップクレジットでは無い数少ない作品となっている。
しょくぱんまん
声 - 島本須美
2月のパートではバレンタインデー絡みで主に彼にスポットが当てられ、ばいきんまんが彼に焼き餅を焼いてしまう。物語のラストではアンパンマン達と共にステージに現れ、ドキンちゃんに花束を贈呈する。
カレーパンマン
声 - 柳沢三千代
ジャムおじさん
声 - 増岡弘
バタコさん
声 - 佐久間レイ
4月生まれという事もあり、4月のパートでは主に彼女にスポットが当てられ、ドキンちゃんが彼女の魅力に焼き餅を焼いてしまう。
めいけんチーズ
声 - 山寺宏一
かびるんるん
観客およびドキンちゃんのアシスタントとして登場する。

#### ゲストキャラクター
ふりかけまん
声 - 杉山佳寿子
性別 - 男
空飛ぶふりかけの袋に乗って旅をしている少年。炊きたての白飯に特製のふりかけをかけてご馳走してくれる。見た目は人間に近い。
ダイエットを始めたドキンちゃんが食べるのを我慢していたところに現れ、ドキンちゃんがおかわりを繰り返したため、逆に太らせてしまった。

#### その他の登場キャラクター
8月のパートの登場キャラ
マイマイの子供たち
くじらのクータン
バナナマン
声 - 三田ゆう子
9月のパートの登場キャラ
ケーキさん
シュークリームくん
プリンくん
アイスちゃん
ストロベリーアイス
チョコアイス
ゼリーちゃん
シャーベットくん
ソフトクリームマン
ドーナツマン
ぶたまんまん
声 - 山寺宏一
たこやきまん
声 - 中村大樹
サンドイッチマン
タンゴ
ソーセージマン一座
フランク
フルト
ミスターソルト
ジャイアントペッパー
エリザベスマスタード
ゴールデンケチャップ
レモンちゃん
ジューサーくん
どんぶりまんトリオ
てんどんまん
声 - 坂本千夏
カツドンマン
声 - 三ツ矢雄二
かまめしどん
声 - 山寺宏一
てんどん母さん（てんどんかあさん）
声 - 松岡洋子
11月のパートの登場キャラ
ピリマちゃん
コロリン
声 - 古谷徹
タクトマン
ピアノマン
オルゴールマン
リーナちゃん
ピーター
ナンカ・ヘンダー
12月のパートの登場キャラ
サンタクロース
声 - 緒方賢一
ルドルフ
1月のパートの登場キャラ
ニャンコック
声 - 天野由梨
けむりいぬ
声 - 渕崎ゆり子
ビーくん
バーくん
2月のパートの登場キャラ
チョコレートマン
声 - 古谷徹
かんたんシスターズ
プラちゃん
マイちゃん
3月のパートの登場キャラ
ケム姫（ケムひめ）
声 - 小山ゆかり
ポポ
声 - 横田みはる
カレン
声 - 横田みはる
ハニー
声 - 松岡洋子
やみるんるん
4月のパートの登場キャラ
やかんまん
5月のパートの登場キャラ
ポポル
声 - 渕崎ゆり子
あかちゃんまん
声 - 天野由梨
みるくぼうや
こむすびまん
声 - 松岡洋子
タータン
声 - 小山ゆかり
かみなりピカタン
声 - 佐久間レイ
ひのたまこぞう
ベビードーナツ
6月のパートの登場キャラ
りんごちゃん
声 - 渕崎ゆり子
ポットちゃん
きのこちゃん
ムーン姫（ムーンひめ）
みずうみ姫（みずうみひめ）
シュークリーム姫（シュークリームひめ）
ハンバーガーキッド
声 - 三ツ矢雄二
ピクルス
おむすびまん
鉄火のマキちゃん（てっかのマキちゃん）
声 - 島本須美
かつぶしまん
はみがきまん
おそうじまん
フォーカード四銃士（フォーカードよんじゅうし）
スペード銃士（スペードじゅうし）
ハート銃士（ハートじゅうし）
クラブ銃士（クラブじゅうし）
ダイヤ銃士（ダイヤじゅうし）
忍者のニャンジャ（にんじゃのニャンジャ）
声 - 坂本千夏
ドン・キ・ホタテ
声 - 山寺宏一
シャボンダマン
7月のパートの登場キャラ
タイコマン
声 - 中村大樹
どじょうおじさん
はなびまん
アンコラ
かぜこんこん
エンディングの登場キャラ
たまごちゃん
ジョーカー
ペンギンぼうや
ばいきん仙人
らーめんてんし
ペッパーけいぶ
らくがきこぞう
かんづめカン太郎
みみせんせい
カバオくん
ピョン吉
ウサ子
ネコ美
ブタお
ユキダルマン
SLマン
アリンコキッド
ゴミラ
オニオン鬼
すなおとこ
妖精バック
ピーマン
こくばんまん
ブックマン
ナマズマン
ナマ吉
ティーポットマン
かげぼうや
やまねこ大王
めざましくん
おせんべまん
くらげまん
セイウチおじさん
パズル鳥
なぞなぞ鳥
つみきの城の王子
ガランガラ大臣
ネンコちゃん
バイキングゴリラ
こざるたち
エスカ
ルーゴ
ダルマン
こんにゃく和尚
えんぴつぼうや
ノートくん
スケールちゃん
マスカット姫
えのぐぼうや
ママル
パパル
ケンダマン
ふうせんかばさん
カレンダーマン
まくらこぞう
ユッキー
ノートどり・ノットちゃん
べろべろまん
シュガーぼうや
マジカちゃん
あめだまぼうや
セニョール・マカロニーノ
しおぼうや
こしょうぼうや
あくびどり
ちくりん
やまねこ大王
ニャンコック
ラクダット
ナンドバット
毛虫のケムタン
ドド
うずまきぱんた
クッキーキャット
あきかんまん
コーンくん
ダルマン
おもちゃ天使
マリアンヌ
けむりのケムケム
ふけつまん
ドロンガ
ちびごん

### 乗り物と道具
ドキンUFO（ドキンユーフォー）
アンパンマン号（アンパンマンごう）
しょくぱんまん号（しょくぱんまんごう）
しょくぱんトラック（しょくぱんまんごう）

#### バイキンメカ
バイキンUFO（バイキンユーフォー）
8月のパートの登場メカ
シーボーズ
ゴロンゴロ
12月のパートの登場メカ
スーパーオクトパス
バイコング
1号（1ごう）
5月のパートに登場。
2号（2ごう）
1月のパートに登場。
1月のパートの登場メカ
だだんだん
バイキンボクサー
バイキンUFOロボット（バイキンユーフォーロボット）
アイロンタンク
むしとり
もぐりん
オニヒトデ
バイキンヘリコプター
ネコロボット
カッパラス
たいやき号（たいやきごう）
エンディングの登場メカ
バイキンボール・パンチメカ
バイキンロボット
ジャイアントばいきんまん
モグラドン

### スタッフ（同時上映作品版）
- 製作 - 加藤俊三
- 企画 - 武井英彦
- 原作 - やなせたかし（フレーベル館刊）
- 構成 - 翁妙子
- 音楽 - いずみたく
- 音響監督 - 山田悦司
- 音楽監督 - 鈴木清司
- 作画監督 - 徳田悦郎
- 美術 - 金箱良成
- 撮影 - 長谷川肇
- 編集 - 鶴渕和子
- プロデューサー - 柳内一彦、伊藤響
- 監督 - 矢野博之
- 原画 - 大久保修、伊藤一男、阿部真弓、長谷川龍之
- 音響効果 - 糸川幸良
- 制作協力 - あにまる屋
- 製作 - 日本テレビ、松竹富士、東京ムービー新社、フレーベル館、バップ

### 楽曲 (同時上映作品版)
オープニング『カレンなカレンダーガール』
作詞：やなせたかし、作・編曲：馬飼野康二、歌：ドリーミング
エンディング『アンパンマンたいそう』
作詞：やなせたかし・魚住勉、作・編曲：馬飼野康二 、歌：CHA-CHA
挿入歌
作詞：やなせたかし、作曲：いずみたく、編曲：近藤浩章
『バナナダンス』
歌：いずみたくとそのファミリー
『アンパンマン絵かきうた'89』
歌：戸田恵子、ドリーミング
『クリスマスの谷』
歌：ドリーミング
『いくぞ!ばいきんまん』
歌：中尾隆聖
『生きてるパンをつくろう』
歌：増岡弘、佐久間レイ
『アンパンマン音頭'89』
歌：ドリーミング、アンパン合唱団